# Chatfield (Minnesota)
Chatfield és una població dels Estats Units a l'estat de Minnesota. Segons el cens del 2000 tenia 2.394 habitants.

## Demografia
Segons el cens del 2000, Chatfield tenia 2.394 habitants, 930 habitatges, i 633 famílies. La densitat de població era de 464,5 habitants per km².
Dels 930 habitatges en un 35,5% hi vivien nens de menys de 18 anys, en un 56,3% hi vivien parelles casades, en un 9% dones solteres, i en un 31,9% no eren unitats familiars. En el 27,4% dels habitatges hi vivien persones soles el 14,7% de les quals corresponia a persones de 65 anys o més que vivien soles. El nombre mitjà de persones vivint en cada habitatge era de 2,46 i el nombre mitjà de persones que vivien en cada família era de 3.
Per edats la població es repartia de la següent manera: un 26% tenia menys de 18 anys, un 7,4% entre 18 i 24, un 28,7% entre 25 i 44, un 17,2% de 45 a 60 i un 20,7% 65 anys o més.
L'edat mediana era de 37 anys. Per cada 100 dones de 18 o més anys hi havia 84,6 homes.
La renda mediana per habitatge era de 44.023 $ i la renda mediana per família de 53.625 $. Els homes tenien una renda mediana de 32.174 $ mentre que les dones 27.697 $. La renda per capita de la població era de 20.145 $. Entorn del 4,9% de les famílies i el 6,5% de la població estaven per davall del llindar de pobresa.

## Poblacions més properes
El següent diagrama mostra les poblacions més properes.